# مقاطعة يوشان
مقاطعة يوشان هي إحدى مقاطعات منطقة آنهوي في الصين.